# Еленов рогач
Еленов рогач (Lucanus cervus) е вид бръмбар от семейство Рогачи (Lucanidae). Това е най-големият бръмбар в България.

## Външен вид
Размерите варират при отделните популации и при конкретните индивиди, особено при мъжките. Средната дължина на мъжките екземпляри в Европа е 51 mm (варирайки в диапазона 32 – 70 mm), а на женските е 37 mm (варирайки 28 – 45 mm). Като правило мъжките са доста по-големи от женските. Мъжките се отличават и с характерните си челюсти, приличащи на рога, откъдето идва и названието на вида. При женските челюстите са нормални – значително по-къси.

## Разпространение и местообитание
Среща се предимно в Западна Азия, Централна и Източна Европа. Обитава предимно влажни места, до половин метър под земя с гниещи корени и дънери. Среща се и в загниващи дървени постройки.

## Начин на живот
Имагото живее само няколко месеца, през които се храни със сока, изтичащ от наранени дървета. Въпреки заплашителния си вид, рогата на мъжките не могат да упражняват голям натиск поради своята голяма дължина (по правилото на лоста). Но женските, със своите значително по-къси челюсти, могат да нанесат болезнено за хората ухапване. По време на брачния период мъжките се бият помежду си, използвайки своите рога.
Женската снася яйцата си в гниеща дървесина, с която се хранят излюпилите се по-късно мръснобели ларви. Развитието им продължава от 4 до 6 години, след което ларвата какавидира и през лятото се излюпва възрастното насекомо.

## Защита от закона
Популациите на тези бръмбари силно са намалели. Основни фактори за това са сравнително бавното му развитие и значителното ограничаване на жизнената му среда. Масовото отсичане и събиране на изгнилите дървета, в които се хранят ларвите, комбинирано с факта, че по-голямата част от живота си бръмбарът прекарва в ларвен стадий, са пагубни за вида.
Поради тези причини бръмбарът рогач е защитен от множество закони. Видът е под закрилата на българския Закон за биоразнообразието с приоритетно съхранение на неговото местообитание. На европейско равнище е защитен от Бернската Конвенция за опазване на дивата европейска флора и фауна и природни местообитания, както и от законодателството на Европейския съюз.